# Соња Јурић
Соња Јурић (Загреб, СФРЈ, 20. август 1973) мостарска је књижевница.

## Биографија
Основну и средњу школу завршила је у Мостару где је и дипломирала на Филозофском факултету Универзитета у Мостару. Магистар је хрватског језика и књижевности и тренутно је на докторском постдипломском студију на Универзитету у Мостару. Објављивала је књиге поезије, сликовнице и књиге прича за децу. Песме и приче су јој преведене на енглески, немачки, италијански, македонски и словеначки језик. Награђивана је на Шимићевим сусретима у Дриновцима 2006. године. Поезију је објављивала у часописима: Диван, Дубровник, Марулић, Могућности, Мотришта, Освит i Реч.
Чланица је Друштва писаца БиХ, Матице хрватске Мостар, ХКД Напредак Мостар, Друштва хрватских књижевника Херцег Босне и Књижевног клуба Мостар. Живи у Мостару где на Филозофском факултету ради као асистенткиња на Методици наставе књижевности.